# Heterothele hullwilliamsi
Heterothele hullwilliamsi är en spindelart som beskrevs av Smith 1990. Heterothele hullwilliamsi ingår i släktet Heterothele och familjen fågelspindlar.
Artens utbredningsområde är Kamerun. Inga underarter finns listade i Catalogue of Life.